# John Faso
John Faso (25 de agosto de 1952) fue el candidato a Gobernador del Estado de Nueva York por el Partido Republicano en 2006, y fue derrotado por el candidato Demócrata Eliot Spitzer en lo que fue la derrota más amplia de un candidato republicano a gobernador en la historia del estado. En 2002 había perdido las elecciones a Superintendente de Bancos del Estado. Anteriormente se desempeñó como miembro de la Asamblea del Estado de Nueva York y líder minoritario desde 1998 a 2002. En 2016 fue elegido como congresista por el 19.º distrito de Nueva York. 

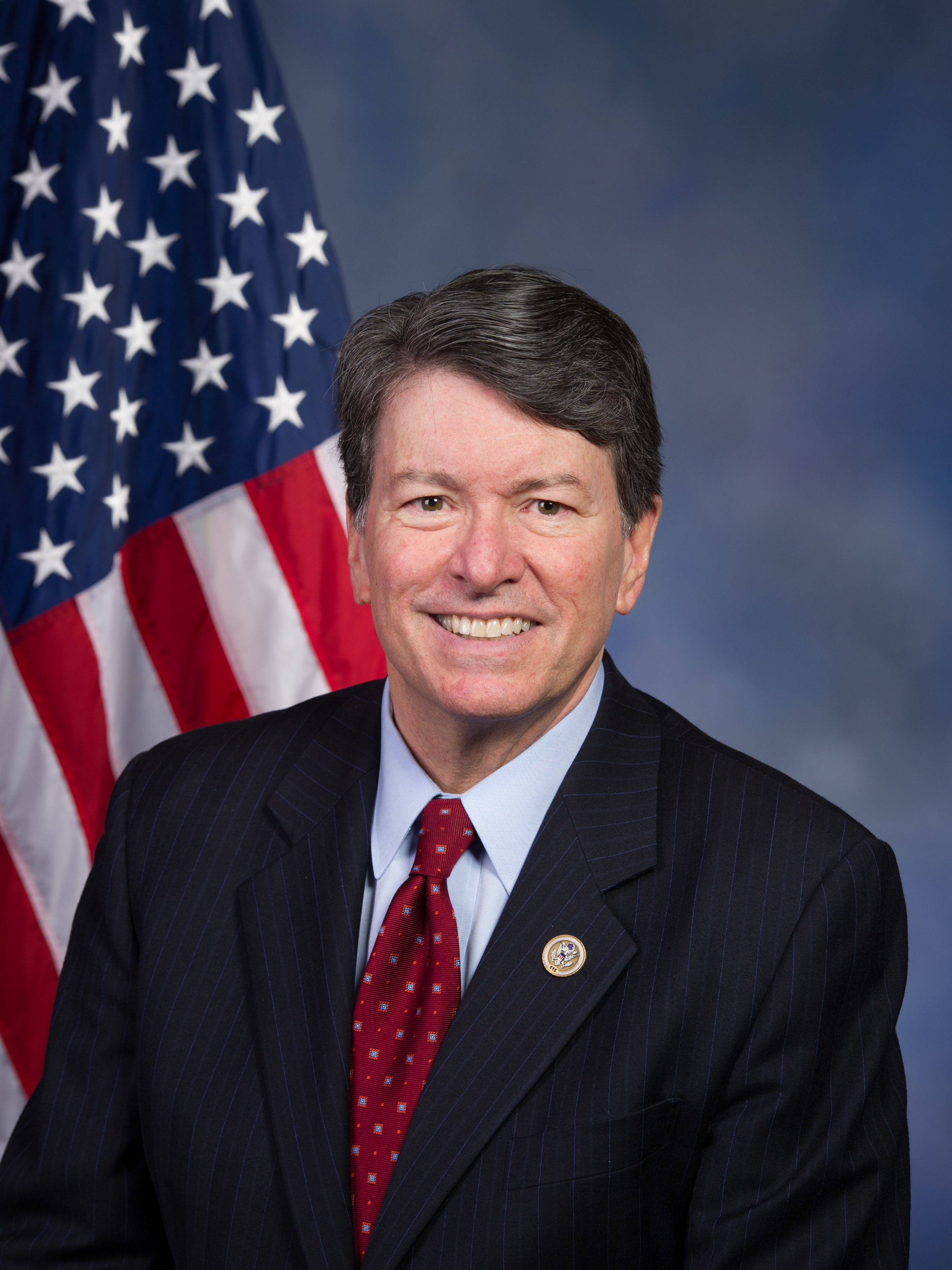
John Faso